# Provinzial Rheinland Versicherung
Die Provinzial Rheinland Versicherung Aktiengesellschaft war ein Sach- und Unfallversicherer mit Sitz in Düsseldorf.  Zu ihrem Geschäftsgebiet zählten die Regierungsbezirke Düsseldorf, Köln, Koblenz und Trier. Das Unternehmen war zuletzt eine Tochter der Provinzial Holding (Münster). Sie wurde im Dezember 2021 mit der Westfälischen Provinzial Versicherung zur Provinzial Versicherung (Düsseldorf) verschmolzen.
Die Provinzial Versicherung Aktiengesellschaft verwaltete zuletzt fast sechs Millionen Versicherungsverträge von rund zwei Millionen Kunden. Die gebuchten Brutto-Beitragseinnahmen lagen 2020 bei 1,3 Mrd. Euro.

## Struktur
Die Provinzial Versicherung AG gehörte seit 2020 zur frisch fusionierten Provinzial Versicherungsgruppe. Sie hielt Beteiligungen an der Sparkassen DirektVersicherung AG, Düsseldorf (50 %) und an der ProTect Versicherung AG, Düsseldorf (100 %).

## Geschichte
Die Gründung der Rheinischen Provinzial Feuersozietät erfolgte am 5. Januar 1836. Im Jahr 1875 zog die Provinzial von Koblenz nach Düsseldorf-Friedrichstadt. Ab 1903 firmierte die Provinzial als „Provinzial Feuerversicherungsanstalt der Rheinprovinz“. Muttergesellschaft des Unternehmens war bis zur Fusion im Jahr 2020 mit der Provinzial NordWest die Provinzial Rheinland Holding. Seit der Fusion ist die Provinzial Rheinland Versicherung Teil der Provinzial Versicherungsgruppe mit Sitz in Münster. Die Fusion des Provinzial Rheinland Konzerns mit der Provinzial NordWest erfolgte rückwirkend zum 1. Januar 2020.